# Project Reality
Project Reality — глобальна серія мод відеогри Battlefield 2, головною метою якої є створення реалістичного оточення бойових дій з акцентом на командну гру, зосередженого на сучасній війні та загальному озброєнні. Гра є некомерційним продуктом, розробленим Project Reality Studios і Black Sand Studios у 2005 році; ця версія все ще регулярно оновлюється і стала окремою грою в 2015 році. Поширюється для безкоштовного завантаження з офіційного сайту розробника мода.

## Вступ
Project Reality — одна з великих модифікацій, що перетворює оригінальний Battlefield 2 до невпізнанності, залишаючи лише сам ігровий двигун. Проект стартував, коли група британських фанатів вирішила надати грі більшої реалістичності. У 2005 році зробили невелику модифікацію, прибравши з екрану таку інформацію, як здоров'я, кількість патронів і т. д. (існував тільки лічильник решти магазинів), прибравши перехрестя прицілу (тепер при прицілюванні потрібно тримати це безпосередньо на мушці).

## Ставка на реальність
Основна ціль розробників полягала у створенні максимально реалістичного тактичного шутеру.З цією метою були змінені практично всі аспекти ігрового процесу. Був вирізаний приціл у вигляді перехрестя, лічильник залишків боєприпасів, індикатор здоров'я, звіт про вбивство ворога.Тепер гравець має можливість входити в транспорт тільки зі сторони дверей(Відповідно для бронетехніки,через люк)

## Командна гра та ключові особливості гри

### Система відділень
Від оригінального Battlefield 2 в PR залишилася система відділень/загонів (squads), які складаються з рядових бійців, які підпорядковуються своїм «Командирам відділень» (лідерам загонів, офіцерам), а командири відділень у свою чергу підпорядковуються «Командиру команди». Командир команди взаємодіє із кожним командиром відділення у грі, координує війська, віддає накази, проводить розвідку за допомогою UAV — літального розвідувального апарату (доступно командирам не всіх армій), забезпечує артилерійську підтримку.

### Виявлення супротивника
У Battlefield 2 була здатність відзначити поміченого ворога 3D маркером. У PR жодних 3D маркерів (міток) звичайний боєць залишити не зможе, навіть командир відділення без дозволу командира команди. Командир команди може ставити маркери на карті під силу розвідки UAV та запитів командирів відділень про наявність ворога, ворожого зміцнення, техніки, об'єктів стратегічного призначення, інформуючи тим самим всю команду. До кожного типу мети є свій тип маркера

### Голосовий зв'язок
Найчастіше передача всієї інформації про обстановку на полі бою та віддача наказів гравцям проводиться не внутрішніми системами гри, а безпосередньо — голосом, за допомогою спеціально модифікованої та пацючої автоматично разом з грою програмою Mumble, тому для отримання задоволення та більшого ігрового досвіду при грі в Project Reality рекомендується мати мікрофон.
Типи розмови в Project Reality діляться на 3 типи: local - розмова з усіма гравцями в радіусі 50 метрів, squad - в межах свого загону, squad leader - спеціальний голосовий чат для командирів загонів та командира команди, за допомогою якого координуються дії команди/загону.
Коли ви розмовляєте local, — ваш голос не буде всім чути однаково. На більш далекій від вас відстані, ваш голос буде чути слабше, а на короткій — голосніше.

### Будівництво та підкріплення
Однією з найважливіших особливостей PR є система будівництва. Будівництво «Передових постів» або FOB у багатьох випадках є пріоритетним. Для цього командири відділень та командир команди, за наявності у них комплекту офіцера, у будь-якому доступному місці розміщують підстави для майбутніх споруд, а рядові їх «відкопують» (будують). З цією метою майже в кожному комплекті спеціалізацій є лопата. На FOB'і можуть відроджуватися бійці загону, щоб не ходити від головної бази до свого загону або до місця дії. Також, можна будувати всілякі укріплення, наприклад, «стінку» з мішків з піском або, наприклад, великокаліберний кулемет. Все це може бути позначено командиром, якщо поблизу (20 метрів від будівельного майданчика) або безпосередньо на самому будівельному майданчику є великий ящик із припасами, який можна скинути гірокоптером або транспортною вантажівкою тощо.

#### Підкріплення
Одним з важливих нюансів модифікації є те, що тепер гравці не зможуть відродитися в будь-який момент захоплення командою, тому гравці отримують кілька додаткових інструментів…
Для забезпечення підкріплень (відродження) у PR присутні вищезгадані передові пости, які розміщуються та відбудовуються командою у будь-якій точці карти, а також «Складальні пункти» (rally points), які можуть розміщувати командири відділень і «Командирський складальний пункт» (commander rally point), який розміщує командир команди. Однак, як передові пости призначені для відродження на них усіх членів команди, складальні пункти призначені тільки для піхотинців того відділення, чиї командири відділень їх розмістили, скажімо, боєць з відділення під номером 1 не може відродитися на складальному пункті відділення 2 і навпаки.

### Постачання та підтримка
Для того, щоб будівництво передових постів, а також забезпечення команди амуніцією, ремонтом техніки і боєживленням у польових умовах стало можливим, у PR існує система постачання. Для цього гравці мають у наявності «Вантажівки постачання», «Транспортні вантажівки», «Машини з патронами» та деякі види транспортної авіації, яка містять у собі (у певних випадках по-різному): «Ящики постачання», «Ящики з патронами», «Ремонтні комплекти» і «Мости». Ящики постачання діляться на «Важкі» та «Легкі». Тяжкі коробки, в основному, використовуються для спорудження, а легкі для забезпечення піхоти необхідним їм озброєнням.
Свою роль у підтримці займають мінометні обчислення (mortars), які з допомогою мін різного призначення забезпечують зачистку місцевості перед атакою, підтримують союзників обороні, знищують стратегічні об'єкти та споруди, зведені противником, приховують союзників з допомогою димової завіси.
Також не останню роль у підтримці відіграє " Транспортна авіація ", здатна оперативно доставляти відділення до зони конфлікту і навпаки — евакуювати їх, а також «Бойова авіація», що забезпечує наземним військам прикриття з повітря. Цим займаються, створені лише з цією метою, окремі відділення.
Командир команди так само, окрім постійного поінформування команди, як підтримка може дозволити відкрити артилерійський вогонь по заданому району.

## Сторони конфлікту, техніка та озброєння (спеціалізації)
У PR представлені реально існуючи сучасні види стрілецького озброєння, техніки та авіації. Крім того, кожна одиниця зброї та техніки належить певній фракції. На даний момент у грі представлено 23 фракції. Протиборчі сторони поділяються на дві групи: регулярні армії та нерегулярні. Відмінності між ними тим, що в регулярних арміях найсучасніше озброєння та техніка, можна поставити оптичний приціл на всю зброю (у деяких арміях є коліматорні приціли). У нерегулярних навпаки — старе озброєння, стара техніка, часів СРСР або Другої світової Війни (Талібан, ХАМАС, Чеченські бойовики, Іракські Інсургенти, Сирійська Вільна Армія), відсутня бронетехніка (Талібан, ХАМАС, Іракські Інсургенти)

## Режими гри
- Advance & Secure — «Наступати і захищати», мета — захопити всі контрольні точки (control points) супротивника у вказаному на загальній карті порядку і не дати зробити те саме команді супротивника.
- Vehicle Warfare «Війна техніки», мета — захопити якомога більше контрольних точок і утримувати свою перевагу. Порядок немає значення.
- Skirmish — спрощена, зменшена версія режиму AAS, в якому відсутня будь-яка техніка та зона битв сильно звужена.
- Command & Control — режим, в якому відсутні контрольні точки і для перемоги необхідно будувати свої передові пости, а також знищувати ворожі.
- Co-Operative — режим, призначений для здобуття перших практичних навичок у світі PR. У цьому вся режимі спільно борються гравці та його союзники/противники, керовані комп'ютером — роботи. Тут ігровий процес трохи спрощений, але суть гри залишається такою самою.
- Insurgency — «Заколот», в цьому режимі сили регулярних армій стикаються з силами нерегулярних і мета перших — знайти і знищити всі схрони зі зброєю, а мета других — ці схрони захистити. Схрони зі зброєю з'являються на карті у випадкових місцях, проте в одному з оновлень була в експериментальному порядку командувачу повстанців додана можливість встановлення схрону у вибраному ним місці. У результаті схрони почали встановлювати в місцях, які було свідомо складно, а то й неможливо штурмувати, що призвело до того, що вже наступного дня вийшло оновлення, яке повернуло цей режим у початковий формат.

## Розробка
Довгий час відомості про розробку наступної версії модифікації трималися в незрозумілому для спільноти мовчанні. Ходили чутки про підготовку великомасштабного оновлення до V1.0. На численні запитання фанатів та любителів Battlefield Project Reality розробники відповідали — все буде, розробка йде, треба почекати. Ніхто й не сумнівався, що розробка йде, так як в ранніх версіях модифікації мали включити нову фракцію французькі війська. Усі з нетерпінням чекають та розуміють, що розробники підтримують свій проект лише як захоплення чи хобі, за яке ніхто нікому не платить.
16 листопада 2012 на головній сторінці офіційного сайту з'явилося відео назване Devcast #1. У ньому розробники розповіли про деякі майбутні нововведення в V1.0. Йшлося в основному про нову перероблену анімацію озброєння, а також про новий звуковий супровід.
13 грудня 2012 року розробники опублікували перший трейлер майбутнього оновлення. У ньому побачили довгоочікувану всіма нову фракцію — французьку армію.
4 січня 2013 вийшов Devcast #2. Це відео відкрило таємницю деяких нововведень щодо ігрового процесу. У відео йшлося про нову систему відродження, про два нові кити (Kit — окреме озброєння або клас солдата, в BF2) та про можливість використовувати на зброї одночасно два приціли (оптичний та звичайний).
1 березня 2013 року в одному з блогів розробників з'явилися перше ігрове відео бета-тестування версії 1.0
4 березня 2013 року вийшло у світ ознайомлювальне відео, що демонструє новий саундтрек.
19 березня 2013 року у блозі одного розробника з'явилося відео з переробленою системою використання вибухівки у грі. Тепер різними типами вибухівки можна знищити різні цілі.
9 квітня 2013 року вийшов Devcast #3. Розробники розповіли про зміни, які пов'язані з повітряною технікою. Тепер повітряні судна ділитимуся на легкі, середні та важкі.
29 червня 2013 року — стартував відкритий бета-тест PR v 1.0. Усі охочі могли протягом тижня випробувати основні нововведення майбутнього глобального оновлення. У грі було доступно 4 карти та кілька серверів із можливістю гри на 100 осіб. Основним нововведенням був автоматичний запуск для встановлення модифікації, який за потребою зможе оновлювати клієнт із випуском нових версій. 7 липня 2013 року — відкритий бета-тест офіційно завершений.
30 липня 2013 року — оголошено офіційну дату релізу PR v 1.0.
30 травня 2015 року відбувся реліз «standalone» (автономної) версії PR v 1.3. Для модифікації більше не потрібний встановлений на комп'ютер користувача Battlefield 2.